# Rouge citrus no 2
Pour les articles homonymes, voir E121 (homonymie).
Le rouge citrus no 2 est un colorant synthétique azoïque. Comme colorant alimentaire, il a été autorisé aux États-Unis par la Food and Drug Administration depuis 1956 pour colorer la peau des oranges. Le rouge citrus no 2 est listé par le Centre international de recherche sur le cancer dans le groupe 2B : « possiblement cancérigène pour l'homme ». Il possède un numéro E (E121), mais il est interdit dans l'Union européenne depuis 1977.

## Propriétés
Le rouge citrus no 2 est un colorant qui se présente sous la forme d'un solide orangé ou d'une poudre rouge foncé, avec un point de fusion de 156 °C. Il n'est pas soluble dans l'eau, mais il l'est dans de nombreux solvants organiques.

## Usage
Le rouge citrus no 2 est utilisé uniquement pour colorer la peau d'oranges mûres, mais qui n'ont pas été exposées à un climat assez froid pour développer leur couleur orange. On le retrouve essentiellement dans les oranges de Floride ; la Californie et l'Arizona ayant interdit l'usage de ce colorant.